# Saint-Symphorien-le-Château
Saint-Symphorien-le-Château – miejscowość i dawna gmina we Francji, w Regionie Centralnym-Dolina Loary, w departamencie Eure-et-Loir. W 2008 roku populacja miejscowości wynosiła 834 mieszkańców. 
W dniu 1 stycznia 2012 roku z połączenia dwóch ówczesnych gmin – Bleury oraz Saint-Symphorien-le-Château – utworzono nową gminę Bleury-Saint-Symphorien. Siedzibą gminy została miejscowość Saint-Symphorien-le-Château. 